# Seize Printemps
Pour plus de détails, voir Fiche technique et Distribution.
Seize Printemps est un film français écrit et réalisé par Suzanne Lindon, sorti en 2020.

## Synopsis
Suzanne (Suzanne Lindon), âgée de seize ans, s’ennuie avec les gens de son âge. Sur le chemin du lycée, elle passe chaque jour devant le même théâtre et y rencontre un acteur, Raphaël (Arnaud Valois), âgé de trente-cinq ans, et qui devient rapidement le sujet de son obsession. De par leur différence d'âge, ils pensent être complémentaires et qu'ils ne s'ennuieront pas ensemble, et tombent amoureux. Mais Suzanne pense que, avec cette relation, elle passe à côté de sa jeunesse et de ses 16 ans, elle qui a pourtant tant de mal à vivre de la même façon que les autres jeunes de son âge.

## Fiche technique
Sauf indication contraire, les informations mentionnées dans cette section peuvent être confirmées par la base de données cinématographiques IMDb,  présente dans la section « Liens externes ».
- Titre français : Seize Printemps
- Réalisation et scénario : Suzanne Lindon
- Musique : Vincent Delerm
- Décors : Caroline Long Nguyên
- Costumes : Julia Dunoyer
- Photographie : Jérémie Attard
- Montage : Pascale Chavance
- Son : Guilhem Domercq
- Production : Caroline Bonmarchand
- Société de production : Avenue B Productions
  - Coproduction : Eskwad, Bangumi
- Société de distribution : Paname Distribution
- Budget de production : 150 000 €[1]
- Pays de production :  France
- Langue originale : français
- Format : couleur — 2.35 : 1
- Genre : comédie dramatique
- Durée : 74 minutes
- Date de sortie :
  - France : 1er septembre 2020 (Festival du film francophone d'Angoulême), 16 juin 2021 (en salles)

## Distribution
- Suzanne Lindon : Suzanne
- Arnaud Valois : Raphaël Frei
- Frédéric Pierrot : le père de Suzanne
- Florence Viala : la mère de Suzanne
- Rebecca Marder : Marie
- Arthur Giusi : Léonard
- Pauline Rugo : Murielle
- Dominique Besnehard : Gérard Beaumann, le metteur en scène
- Philippe Uchan : le chef décorateur
- Raymond Acquaviva : Jacques Rodebare

## Production

### Tournage
Le tournage s'est déroulé à Paris, en « un peu moins de trois semaines » en septembre 2019, avec une équipe de douze techniciens et six acteurs. 
Suzanne Lindon, à la fois scénariste, réalisatrice, coproductrice et premier rôle, s'est également occupée elle-même des décors, costumes et castings. 
Le film a bénéficié du soutien financier de la région Ile-de-France.

## Accueil

### Accueil critique

#### France
Sauf indication contraire, les informations mentionnées dans cette section peuvent être confirmées par la base de données cinématographiques Allociné,  présente dans la section « Liens externes ».
En France, le site Allociné donne la note de 2,8⁄5, après avoir recensé 23 critiques de presse.
Parmi les grands titres de presse, seuls Le Figaro et Sud Ouest semblent avoir vraiment apprécié le film, trouvant respectivement que « Pour sa première réalisation, Suzanne Lindon trouve le ton juste, la note personnelle. Son film est une aquarelle, bercée par Christophe, Boris Vian ou Vincent Delerm. Elle a réussi son Diabolo-grenadine » et que « Avec une délicatesse de chaque plan, Suzanne Lindon esquisse en un peu plus d'une heure le portrait d'une jeune fille amoureuse pour la première fois ».
Parmi les critiques moins enthousiastes, Le Monde relève qu'« Il y a donc de la maîtrise et du brillant dans cette mise en scène, quand bien même le film, plus convenu en certains moments, serait imparfait ». Paris Match tempère « Mais si Suzanne Lindon actrice ne convainc pas lorsqu’elle surjoue la gaucherie chic en se prenant pour la réincarnation de L'Effrontée, la jeune réalisatrice impressionne en revanche par sa maturité et sa capacité à assumer de bout en bout le parti pris de raconter sa délicate histoire d’amour via des scènes dansées audacieuses ». De même, pour Positif, « Est-ce agaçant ? Oui, certes, parfois, mais amusant aussi. Car c’est le portrait d’une génération surprotégée, confinée, velléitaire que dresse également la réalisatrice. Son héroïne reste au bord de la vie, l’observe, s’excuse de ne pas s’y jeter et son drôle de regard finit par y conquérir une touchante consistance ».
Cependant, de nombreux autres médias se montrent plus négatifs : pour La Croix, « l’histoire reste trop ténue pour convaincre », pour Le Journal du Dimanche « L’histoire et les personnages manquent de profondeur pour un long-métrage, même aussi court que celui-ci », pour Le Nouvel Observateur « Cela méritait-il une heure quinze et une sélection cannoise ? », et pour Les Inrockuptibles « A 21 ans, Suzanne Lindon signe un premier film au charme désuet qui ne décolle pas de son imagerie bohème très balisée ». 
Plusieurs médias ont même étrillé le film, comme Le Parisien (« Aussi vaporeux qu’ennuyeux, le premier film de Suzanne Lindon, qui conte l’amour platonique d’une jeune fille pour un homme plus âgé, s’avère totalement déconnecté de la réalité du moment »), Libération (« elle préfère assurer le SAV d’un Paris éternel qui s’étend aujourd’hui sur deux rues du Quartier latin ») et enfin pour Télérama, « Mlle Lindon, elle, a enfilé son chemisier immaculé (Chanel, remercié au générique) et en tire un long métrage d’un narcissisme embarrassant, mystérieusement sélectionné par le Festival de Cannes en 2020 ».

#### International
Le film a pu sortir à l'international en VOD (sous le titre Spring blossom) grâce à un partenariat avec les plate-formes Amazon Prime et Apple TV. L'accueil critique y a été un peu plus favorable, avec une note moyenne de 5,8/10 sur Internet Movie Database et 93% de revues positives sur Rotten Tomatoes, malgré seulement 36% d'avis positifs de la part du public.

### Box-office
Le film sort le 16 juin 2021 dans 108 salles.
Il réalise 2 139 entrées (dont 655 en avant-première) pour sa première journée, ce qui fait moins de 20 spectateurs par salle. Le premier week-end se clôture avec seulement 7 182 entrées. Sur les cinq semaines d'exploitation, le nombre d'entrées total est de 13 655, ce qui est très décevant par rapport au nombre de copies, à l'investissement publicitaire et même par rapport au budget modeste.

### Controverse
À sa sortie, le film est vivement contesté. À travers une relation amoureuse entre une jeune fille de 16 ans et un homme de 35 ans, de nombreuses critiques émergent sur la potentielle emprise du personnage principal, faisant de cette relation une relation toxique. Les propos rapportés par la réalisatrice dans une interview radio du 15 juin 2021 suscitent également de fortes polémiques[Lesquelles ?].
Un autre point polémique est le fait qu'une jeune femme de 20 ans qui s'avoue sans aucune expérience cinématographique ait reçu les moyens techniques et financiers d'un long-métrage essentiellement sur la foi de son nom, et donc « la caricature qu'elle révèle, du cinéma français, de son endogamie, de ses circuits de production, et de ses circuits de promotion », d'autant que le coproducteur du film, Bangumi, possède de nombreux médias influents qui ont assuré la promotion du film avec une indépendance très relative. Ainsi, c'est aussi le statut d'« héritière » de Suzanne Lindon qui cristallise une critique plus générale d'un cinéma français jugé prisonnier de l'entre-soi endogamique d'une certaine aristocratie cinématographique parisienne.
Les personnes désireuses de se poser en critiques, comme Karelle Fitoussi de Paris Match et Norine Raja de Vanity Fair ont cru relever de nombreuses ressemblances, autant dans le film qu'autour de celui-ci, avec L'Effrontée réalisée en 1985 par Claude Miller, et qui mettait en scène une autre fille de stars alors âgée de seize ans : Charlotte Gainsbourg. 
Ses critiques notent également que le thème de la vie d'une étudiante rapproche le film de Diabolo Menthe de Diane Kurys, À nos amours de Maurice Pialat ou La Boum de Claude Pinoteau.

## Distinctions

### Récompense
- Festival international du film de Mar del Plata 2020 : SIGNIS Award - Mention spéciale

### Sélections
- Label Festival de Cannes 2020
- Festival international du film de Toronto 2020 : sélection en section Discovery
- Festival international du film de Saint-Sébastien 2020 : sélection en section Nouveaux réalisateurs
- Listapad 2020 : sélection en compétition Youth on the March